# Panthea (Gattung)
Panthea ist eine Gattung aus der Familie der Eulenfalter (Noctuidae).

## Merkmale
Die Arten der Gattung Panthea sind robuste, mittelgroße Noctuiden mit rund drei bis sechs Zentimeter Flügelspannweite. Die Vorderflügel sind in der Grundfarbe weiß oder grau. Die Zeichnung besteht aus fünf schwarzen Querlinien. Dagegen fehlen die Makel häufig oder sind nur schwach angedeutet. Die Vorderflügel sind grob dreieckig, der Außenrand verläuft schräg. Die Oberseiten der Hinterflügel sind heller als die Vorderflügel und meist schwach mit undeutlichen grauen Binden gezeichnet oder bei einigen Arten einheitlich grau.
Es ist meist ein Sexualdimorphismus ausgebildet, wobei die Weibchen meistens größer und etwas dunkler gezeichnet sind. Die Fühler der Männchen sind kammförmig, die der Weibchen einfach. Bei beiden Geschlechtern sind die Mundwerkzeuge stark reduziert und nicht funktional. Die Augen sind behaart.
Im männlichen Geschlechtsapparat sind die Valven relativ einfach, aber sehr stark sklerotisiert. Der Klammerapparat ist gut entwickelt. Der Uncus ist seitlich eingeengt und dreieckig im Querschnitt. Er besitzt eine hohe Krone, die dem Uncus in der Seitenansicht die Form eines Vogelkopfes (mit Schnabel) verleiht. Die Weibchen haben ein gut entwickeltes oder auch sklerotisiertes Sterigma (Genitalplatte) und eine einfache ovale oder längliche Bursa copulatrix, die keine Anhänge (oder Signa) im Innern aufweist.

## Geographische Verbreitung und Lebensraum
Die Gattung Panthea ist überwiegend holarktisch verbreitet. In Amerika reicht das Verbreitungsgebiet im Süden bis Mittelamerika. In Ostasien erstreckt es sich bis nach Japan und Taiwan.

## Lebensweise
Die Arten der Gattung sind nachtaktiv. Die Raupen der meisten Arten ernähren sich von den Nadeln verschiedener Koniferen-Arten. Die Verpuppung findet in einem dichten Kokon statt, die Puppe überwintert (soweit bekannt).

## Systematik
Die Gattung umfasst 13 bis 15 Arten je nach Autor.
- Panthea acronyctoides (Walker, 1861)
- Panthea apanthea Anweiler, 2009
- Klosterfrau (Panthea coenobita (Esper, 1785))
- Panthea furcilla (Packard, 1864)
- Panthea gigantea (French, 1890)
- Panthea greyi Anweiler, 2009
- Panthea grisea Wileman 1910, Taiwan
- Panthea guatemala Anweiler, 2009
- Panthea hoenei (Draudt 1950)
- Panthea judyae Anweiler, 2009
- Panthea reducta Anweiler, 2009
- Panthea roberti de Johannis, 1928
- Panthea virginarius (Grote, 1880)

Panthea ronnyi Thony, 1996 wurde von Speidel & Kononenko (1998) zur Gattung Tambana Moore, 1882 transferiert.